# Tekniska institutet, Stockholm
Tekniska institutet, TI, var en privat läroanstalt i Stockholm som existerade 1921–1979.
Syftet med Tekniska institutet, som startades av Gustaf Goldkuhl, var att ge elever, som endast hade genomgått folkskola, men hade flera års yrkeserfarenhet, möjlighet att avlägga en lägre ingenjörsexamen. Det första året var institutet belägen på Vasagatan 9, därefter flyttade till Mäster Samuelsgatan 19 och 1939 till Nybrogatan 8. Skolan hade både dagskola för heltidsstuderande och en aftonskola för deltidsstuderande och finansierades från början helt av elevavgifter. 
Elevantalet var som störst i mitten av 1940-talet, då institutet hade 1 050 inskrivna elever. År 1948 började institutet att erhålla statsbidrag och 1961 överläts det av aktiebolaget Teknikum till en ideell stiftelse, Tekniska Institutet. I samband med detta efterträddes Goldkuhl som rektor av Björn Birath. Institutet avvecklades 1977–1979 efter Skolöverstyrelsen beslutat att dra in statsbidraget, då motsvarande utbildning ansågs kunna ges i kommunal regi.